# ITTF World Tour
Das ITTF World Tour war eine Serie von Tischtennisturnieren, die bis 2020 vom Weltverband ITTF jährlich durchgeführt wurden. Es wurden für Damen und Herren Einzel-, Doppel- und U-21-Wettbewerbe ausgetragen. Dabei standen Preisgelder zur Verfügung.
Bis einschließlich 2011 hieß die Turnierserie Pro Tour, Anfang 2012 wurde sie umbenannt in World Tour bzw. World Tour Grand Finals. 2021 wurde die ITTF World Tour durch die WTT-Turniere abgelöst.

## Durchführung
Bei mehreren internationalen Meisterschaften, die als World-Tour-Wettbewerb deklariert sind, erwerben die Teilnehmer je nach Platzierung eine gewisse Punktzahl. Die Punkte werden addiert. Die 16 Damen und Herren mit den meisten Punkten bestreiten das World-Tour-Finale (World Tour Grand Finals) im Einzel, ebenso qualifizieren sich die 8 erfolgreichsten Doppel für das Finale. Allerdings ist die Teilnahme an mindestens sechs Turnieren auf drei verschiedenen Kontinenten erforderlich. Bis einschließlich 2016 fand bei den Grand Finals auch ein U-21-Wettbewerb statt, für den sich die 8 Spieler mit den meisten im U-21-Bereich gesammelten Punkten qualifizierten. Bei jedem World-Tour-Turnier werden Preisgelder ausgespielt.
Erstmals wurde die Pro-Tour-Serie 1996 ausgespielt.

## Pro Tour 1996
In 10 Pro-Tour-Wettbewerben kämpften die Sportler um den Einzug ins Finale.
Insgesamt stand ein Preisgeld von 500.000 US-Dollar für alle 11 Veranstaltungen zur Verfügung, davon 199.000 US-Dollar für das Finale.
Dieses fand vom 12.–15. Dezember 1996 in Tianjin (China) statt. Hierfür waren aus Deutschland nur Jörg Roßkopf und Steffen Fetzner, jedoch keine Damen qualifiziert. Die Kämpfe wurden im K.-o.-System ausgetragen.
Roßkopf erreichte im Einzel nach Siegen über Liu Song (Argentinien) und Carl Prean das Halbfinale, wo er gegen den Chinesen Kong Linghui verlor. Im Doppel spielte er mit Wladimir Samsonow. Sie besiegten Kong Linghui/Liu Guoliang (China) und Lu Lin/Wang Tao und kamen ins Endspiel. Hier unterlagen sie Wang Liqin/Yan Sen (China). Damit kam Roßkopf auf ein Preisgeld von 10.000 US-Dollar.
Fetzner war nur für das Einzel qualifiziert und schied hier sofort gegen Carl Prean aus.
| Platz | Herreneinzel            | Dameneinzel       | Herrendoppel                                  | Damendoppel                     |
| ----- | ----------------------- | ----------------- | --------------------------------------------- | ------------------------------- |
| 1     | Kong Linghui (CHN)      | Deng Yaping (CHN) | Wang Liqin/Yan Sen (CHN)                      | Deng Yaping/Yang Ying (CHN)     |
| 2     | Wladimir Samsonow (BLR) | Li Ju (CHN)       | Jörg Roßkopf/ Wladimir Samsonow               | Park Hae-jung/Ryu Ji Hae (KOR)  |
| 3 – 4 | Jörg Roßkopf (GER)      | Wang Chen (CHN)   | Lu Lin/Wang Tao (CHN)                         | Chen Hongxia/Wang Hui (CHN)     |
| 3 – 4 | Vasile Florea (ROM)     | Yang Ying (CHN)   | Slobodan Grujić/ Aleksandar Karakašević (YUG) | Kim Moo-kyo/Park Kyung Ae (KOR) |

## Pro Tour 1997
In 14 Pro-Tour-Wettbewerben – alle mit Preisgeldern dotiert – kämpften die Sportler um den Einzug ins Finale, für das ein Preisgeld von insgesamt 210.000 US-Dollar zur Verfügung stand.
Das Finale fand vom 18.–22. Dezember 1997 in Hongkong statt. Hierfür hatten sich aus Deutschland drei Teilnehmer qualifiziert, die im Einzel alle in der ersten Runde ausschieden: Jörg Roßkopf gegen Wang Liqin, Jie Schöpp gegen die zweite der Weltrangliste Li Ju und Jing Tian-Zörner gegen Wang Nan.
Im Doppel besiegten Roßkopf/Samsonow die Südkoreaner Kim Bong Chul/Yoo Nam-kyu. Durch einen weiteren Sieg über die Chinesen Wang Liqin/Yan Sen gelangten sie ins Endspiel. Hier unterlagen sie Kong Linghui/Liu Guoliang (China), was jedem ein Preisgeld von 2000 Dollar einbrachte.
| Platz | Herreneinzel            | Dameneinzel         | Herrendoppel                           | Damendoppel                      |
| ----- | ----------------------- | ------------------- | -------------------------------------- | -------------------------------- |
| 1     | Wladimir Samsonow (BLR) | Li Ju (CHN)         | Kong Linghui/Liu Guoliang (CHN)        | Li Ju/Wang Nan (CHN)             |
| 2     | Wang Liqin (CHN)        | Wang Nan (CHN)      | Jörg Roßkopf/ Wladimir Samsonow        | Kim Moo-kyo/ Park Hae-jung (KOR) |
| 3 – 4 | Jean-Michel Saive (BEL) | Park Hae-jung (KOR) | Patrick Chila/ Christophe Legoût (FRA) | Chen Hongxia/Wang Hui (CHN)      |
| 3 – 4 | Zoran Primorac (CRO)    | Ryu Ji Hae (KOR)    | Wang Liqin/Yan Sen (CHN)               | Lee Eun-Sil/Ryu Ji Hae (KOR)     |

## Pro Tour 1998
In 11 Pro-Tour-Wettbewerben kämpften die Sportler um den Einzug ins Finale, für das ein Preisgeld von insgesamt 220.000 US-Dollar zur Verfügung stand.
Das Finale fand vom 7.–10. Januar 1999 in Paris statt. Hierfür hatten sich aus Deutschland Peter Franz, Jing Tian-Zörner und Qianhong Gotsch qualifiziert. Alle schieden in der ersten Runde aus: Peter Franz gegen Waldner, Qianhong Gotsch gegen die spätere Zweite Lin Ling sowie Jing Tian-Zörner im Einzel gegen Tamara Boroš und im Doppel (mit Wong Ching, Hongkong) gegen die Japanerinnen Ai Fujinuma / An Konishi.
| Platz | Herreneinzel          | Dameneinzel    | Herrendoppel                              | Damendoppel                    |
| ----- | --------------------- | -------------- | ----------------------------------------- | ------------------------------ |
| 1     | Wang Liqin (CHN)      | Wang Nan (CHN) | Wang Liqin/Yan Sen (CHN)                  | Li Ju/Wang Nan (CHN)           |
| 2     | Liu Guoliang (CHN)    | Lin Ling (CHN) | Qin Zhijian/Ma Lin                        | Chen Hongxia/Wang Hui (CHN)    |
| 3 – 4 | Jan-Ove Waldner (SWE) | Sun Jin (CHN)  | Kong Linghui/ Liu Guoliang (CHN)          | Judit Herczig/Liu Jia (AUT)    |
| 3 – 4 | Kong Linghui (CHN)    | Li Ju (CHN)    | Patrick Chila/ Jean-Philippe Gatien (FRA) | Ai Fujinuma / An Konishi (JAP) |

## Pro Tour 1999
In 12 Pro-Tour-Wettbewerben kämpften die Sportler um den Einzug ins Finale, für das ein Preisgeld von insgesamt 230.000 US-Dollar zur Verfügung stand.
Das Finale fand vom 13.–16. Januar 2000 in Sydney statt. Hierfür hatten sich aus Deutschland die Damen Jing Tian-Zörner und Qianhong Gotsch qualifiziert. Deutsche Herren waren nicht am Start. Jing Tian-Zörner verlor in der ersten Runde gegen Chire Koyama (Japan). Qianhong Gotsch erreichte nach Siegen über Xu Jing (Taiwan) und An Konishi (Japan) das Halbfinale, wo sie der späteren Siegerin Chen Jing aus Taiwan unterlag.
| Platz | Herreneinzel           | Dameneinzel           | Herrendoppel                              | Damendoppel                 |
| ----- | ---------------------- | --------------------- | ----------------------------------------- | --------------------------- |
| 1     | Liu Guozheng (CHN)     | Chen Jing (TPE)       | Kong Linghui/Ma Lin (CHN)                 | Li Ju/Wang Nan (CHN)        |
| 2     | Kong Linghui (CHN)     | Li Ju (CHN)           | Patrick Chila/ Jean-Philippe Gatien (FRA) | Sun Jin/Yang Ying (CHN)     |
| 3 – 4 | Werner Schlager (AUT)  | Qianhong Gotsch (GER) | Karl Jindrak/ Werner Schlager (AUT)       | Judit Herczig/Liu Jia (AUT) |
| 3 – 4 | Chiang Peng-Lung (TPE) | Sun Jin (CHN)         | Wang Liqin/Yan Sen (CHN)                  | Li Nan/Lin Ling (CHN)       |

## Pro Tour 2000
In 9 Pro-Tour-Wettbewerben kämpften die Sportler um den Einzug ins Finale, für das ein Preisgeld von insgesamt 230.000 US-Dollar zur Verfügung stand.
Davon erhält der Sieger der Herren 37.000 Dollar, die Siegerin im Damenwettbewerb 26.000 Dollar.
Das Finale fand vom 11.–14. Januar 2001 in Yokohama (Japan) statt. Jörg Roßkopf verlor in der Auftaktrunde gegen den Chinesen Kong Linghui mit 0:3. Auch Jing Tian-Zörner schied in der ersten Runde gegen Krisztina Tóth (Ungarn) aus.
| Platz | Herreneinzel           | Dameneinzel        | Herrendoppel                          | Damendoppel                      |
| ----- | ---------------------- | ------------------ | ------------------------------------- | -------------------------------- |
| 1     | Wang Liqin (CHN)       | Zhang Yining (CHN) | Wang Liqin/Yan Sen (CHN)              | Sun Jin/Yang Ying (CHN)          |
| 2     | Liu Guozheng (CHN)     | Wang Nan (CHN)     | Kim Taek-soo/Oh Sang-eun (KOR)        | Mayu Kawagoe/ Akiko Takeda (JPN) |
| 3 – 4 | Chiang Peng-Lung (TPE) | Tamara Boroš (HRV) | Chiang Peng-Lung/ Chang Yen-Shu (TPE) | Li Ju/Wang Nan (CHN)             |
| 3 – 4 | Ma Lin (CHN)           | Yang Ying (CHN)    | Liu Guozheng/Ma Lin (CHN)             | Lee Eun-Sil/Suk Eun-mi (KOR)     |

## Pro Tour 2001
In 12 Pro Tour Wettbewerben kämpften die Sportler um den Einzug ins Finale, für das ein Preisgeld von insgesamt 230.000 US-Dollar zur Verfügung stand.
Das Finale fand vom 10.–13. Januar 2002 in Tianjin (China) statt. Überraschend war China in den Doppelendspielen der Damen und Herren nicht vertreten.
Timo Boll verlor in der Auftaktrunde gegen Trinko Keen (Niederlande) mit 3:4. Das Doppel Boll/Fejer-Konnerth schlug die Chinesen Wang Liqin/Yan Sen und unterlag dann im Halbfinale den späteren Siegern Kim Taek-soo/Oh Sang-eun (KOR). Auch Jie Schöpp schied in der ersten Runde gegen Aya Umemura (Japan) aus.
| Platz | Herreneinzel            | Dameneinzel        | Herrendoppel                                | Damendoppel                     |
| ----- | ----------------------- | ------------------ | ------------------------------------------- | ------------------------------- |
| 1     | Ma Lin (CHN)            | Wang Nan (CHN)     | Kim Taek-soo/ Oh Sang-eun (KOR)             | Lee Eun-Sil/Ryu Ji Hae (KOR)    |
| 2     | Wang Liqin (CHN)        | Niu Jianfeng (CHN) | Cheung Yuk/ Leung Chu Yan (HGK)             | Kim Hyang-mi/Kim Hyon-hui (PRK) |
| 3 – 4 | Jean-Michel Saive (BEL) | Li Jia (CHN)       | Timo Boll/ Zoltan Fejer-Konnerth (GER)      | Gao Xi/Li Jia (CHN)             |
| 3 – 4 | Chiang Peng-Lung (TPE)  | Guo Yan (CHN)      | Slobodan Grujić/ Milovoje Karakasevic (YUG) | Ai Fujinuma/Reiko Hiura (JPN)   |

## Pro Tour 2002
In 13 Pro-Tour-Wettbewerben kämpften die Sportler um den Einzug ins Finale, für das ein Preisgeld von insgesamt 240.000 US-Dollar zur Verfügung stand.
Das Finale fand vom 12.–15. Dezember 2002 in Stockholm (Schweden) statt. Außer im Herreneinzel, das der Taiwaner Chuang Chih-Yuan gewann, siegte China allen Disziplinen.
Timo Boll erreichte das Halbfinale. Hier unterlag er, gehandicapt durch eine Verletzung, gegen Kalinikos Kreanga. Vorher hatte er Peter Karlsson und den amtierenden Weltmeister Wang Liqin ausgeschaltet. Nicole Struse kam durch einen Sieg über Jing Jun Hong (Singapur) ins Viertelfinale, wo sie gegen die Chinesin Niu Jianfeng verlor.
| Platz | Herreneinzel            | Dameneinzel        | Herrendoppel                    | Damendoppel                    |
| ----- | ----------------------- | ------------------ | ------------------------------- | ------------------------------ |
| 1     | Chuang Chih-Yuan (TPE)  | Zhang Yining (CHN) | Kong Linghui/ Ma Lin (CHN)      | Li Jia/Niu Jianfeng (CHN)      |
| 2     | Kalinikos Kreanga (GRE) | Guo Yue (CHN)      | Akira Kito/ Toshio Tasaki (JPN) | Li Nan/Zhang Yining (CHN)      |
| 3 – 4 | Wang Hao (CHN)          | Niu Jianfeng (CHN) | Quin Zhijian/ Wang Liqin (CHN)  | Lee Eun-Sil/Suk Eun-mi (KOR)   |
| 3 – 4 | Timo Boll (GER)         | Guo Yan (CHN)      | Cheung Yuk/ Leung Chu Yan (HGK) | Jing Jun Hong/Li Jia Wei (SIN) |

### Junioren U21 2002
2002 wurde auch ein Junioren-Finale ausgetragen. Als einziger Deutscher nahm Christian Süß. In der Vorrunde gewann er gegen Dániel Zwickl (Ungarn), verlor aber gegen Gustavo Tsubois (Brasilien) und Yang Xiaofu (China). Damit konnte er sich nicht für das Halbfinale qualifizieren.

## Pro Tour 2003
In 11 Pro Tour Wettbewerben kämpften die Sportler um den Einzug ins Finale, für das ein Preisgeld von insgesamt 240.000 US-Dollar zur Verfügung stand. Die Sieger erhielten 38.000 Dollar.
Das Finale fand vom 11.–14. Dezember 2003 in Guangzhou (China) statt. Die Chinesen gewannen alle vier Wettbewerbe.
Deutsche Teilnehmer waren nicht vertreten. Wegen einer langwierigen Verletzung konnte sich Timo Boll nicht für das Finale qualifizieren. Jörg Roßkopf und das Doppel Torben Wosik/Zoltan Fejer-Konnerth waren zwar qualifiziert, nahmen aber wegen Verpflichtungen mit ihrem Verein nicht teil.
| Platz | Herreneinzel         | Dameneinzel        | Herrendoppel                            | Damendoppel                 |
| ----- | -------------------- | ------------------ | --------------------------------------- | --------------------------- |
| 1     | Wang Hao (CHN)       | Niu Jianfeng (CHN) | Chen Qi/ Ma Lin (CHN)                   | Guo Yue/Niu Jianfeng (CHN)  |
| 2     | Hao Shuai (CHN)      | Zhang Yining (CHN) | Cheung Yuk/ Leung Chu Yan (HGK)         | Wang Nan/Zhang Yining (CHN) |
| 3 – 4 | Jens Lundqvist (SWE) | Wang Nan (CHN)     | Milovoje Karakasevic/ Bojan Tokič (YUG) | Lin Ling/Zhang Rui (HGK)    |
| 3 – 4 | Ryu Seung-min (KOR)  | Guo Yan (CHN)      | Hao Shuaik/ Qiu Yike (CHN)              | Guo Yan/Li Nan (CHN)        |

## Pro Tour 2004
In 16 Pro Tour Wettbewerben kämpften die Sportler um den Einzug ins Finale.
Das Finale fand im Dezember 2004 in Peking (China) statt. Die Chinesen dominierten dieses Turnier und bestritten alle Endspiele in allen vier Wettbewerben.
Timo Boll siegte u. a. gegen Lucjan Błaszczyk (Polen), verlor dann aber im Halbfinale gegen Ma Lin. Im Doppel mit Christian Süß scheiterte er im Viertelfinale an den Dänen Michael Maze/Finn Tugwell. Peter Franz spielte Doppel mit Jens Lundqvist, mit dem er im Viertelfinale gegen Ma Lin/Chen Qi.
Als einzige deutsche Dame war Kristin Silbereisen vertreten. Sie schied in der ersten Runde gegen Tamara Boroš aus.
| Platz | Herreneinzel     | Dameneinzel        | Herrendoppel                     | Damendoppel                  |
| ----- | ---------------- | ------------------ | -------------------------------- | ---------------------------- |
| 1     | Wang Liqin (CHN) | Guo Yue (CHN)      | Chen Qi/ Ma Lin (CHN)            | Wang Nan/Zhang Yining (CHN)  |
| 2     | Ma Lin (CHN)     | Niu Jianfeng (CHN) | Kong Linghui/ Wang Hao (CHN)     | Guo Yue/Niu Jianfeng (CHN)   |
| 3 – 4 | Timo Boll (GER)  | Liu Jia (AUT)      | Michael Maze/ Finn Tugwell (DEN) | Song Ah Sim/Tie Yana (HGK)   |
| 3 – 4 | Wang Hao (CHN)   | Wang Nan (CHN)     | Ko Lai Chak/Li Ching (HGK)       | Lee Eun-Sil/Suk Eun-mi (KOR) |

## Pro Tour 2005
In 16 Pro Tour Wettbewerben kämpften die Sportler um den Einzug ins Finale.
Dieses fand vom 9. bis 11. Dezember 2005 in Fuzhou (China) statt. Einige der stärksten chinesischen Damen und Herren waren nicht vertreten.
Erstmals gewann Timo Boll das Turnier, nachdem er sich gegen Chuang Chih-Yuan (Taiwan), Ko Lai Chak (Hongkong), Ryu Seung-min (Korea) und schließlich im Endspiel gegen den Belgier Jean-Michel Saive durchgesetzt hatte. Auch den Doppelwettbewerb gewann er zusammen mit Christian Süß. Sie besiegten Cheung Yuk/Leung Chu Yan (Hongkong), Ko Lai Chak/Li Ching (Hongkong) und Lee Jung-woo/Oh Sang-eun (Korea). Peter Franz schied in Runde 1 gegen Ma Long aus.
Nicole Struse setzte sich gegen Zhang Rui (Hongkong) und verlor danach gegen die spätere Siegerin Zhang Yining (China). Auch Elke Wosik scheiterte an Zhang Yining. Das Doppel Tanja Hain-Hofmann/Georgina Póta (Ungarn) erreichte durch einen Sieg über Tan Paey Fern/Zhang Xueling (Singapur) das Halbfinale, wo es gegen die Koreanerinnen Kim Bok-rae/Kim Kyung-ah verlor.
| Platz | Herreneinzel            | Dameneinzel          | Herrendoppel                    | Damendoppel                                   |
| ----- | ----------------------- | -------------------- | ------------------------------- | --------------------------------------------- |
| 1     | Timo Boll (GER)         | Zhang Yining (CHN)   | Timo Boll/ Christian Süß (GER)  | Gao Jun (USA)/Shen Yanfei (ESP)               |
| 2     | Jean-Michel Saive (BEL) | Li Jia Wei (SIN)     | Lee Jung-woo/ Oh Sang-eun (KOR) | Kim Bok-rae/Kim Kyung-ah (KOR)                |
| 3 – 4 | Oh Sang-eun (KOR)       | Moon Hyun Jung (KOR) | Chen Qi/ Wang Liqin (CHN)       | Tanja Hain-Hofmann (GER)/ Georgina Póta (HUN) |
| 3 – 4 | Ryu Seung-min (KOR)     | Tie Yana (HGK)       | Ko Lai Chak/Li Ching (HGK)      | Sun Beibei/Wang Yuegu (SIN)                   |

## Pro Tour 2006
In 16 Pro Tour Wettbewerben kämpften die Sportler um den Einzug ins Finale.
Dieses fand vom 14. bis 17. Dezember 2006 in Hongkong statt. Es stand ein Preisgeld von 315.000 Dollar zur Verfügung. Davon erhielten die Sieger der Einzelwettbewerbe jeweils 38.000 Dollar. China gewann alle vier Wettbewerbe.
Timo Boll besiegte den Österreicher Chen Weixing mit 4:0. Danach verlor er im Viertelfinale 3:3 gegen Oh Sang-eun (Korea). Im Doppel konnten Timo Boll/Christian Süß ihren Sieg aus dem Vorjahr nicht verteidigen. Sie verloren im Viertelfinale gegen Ko Lai Chak/Li Ching (Hongkong). Deutsche Damen waren nicht am Start.
Parallel fand das U21-Pro Tour Grand Final statt. Hier erreichte Patrick Baum nach Siegen in den Gruppenspielen über Cazuo Matsumoto (Brasilien), Johan Axelquist (Schweden) und Kim Tae Hoon (Südkorea) das Halbfinale, in dem er den Spanier Marc Duran ausschaltete. Im Endspiel unterlag er dem Ungarn János Jakab.
| Platz | Herreneinzel       | Dameneinzel        | Herrendoppel                    | Damendoppel                     |
| ----- | ------------------ | ------------------ | ------------------------------- | ------------------------------- |
| 1     | Wang Hao (CHN)     | Zhang Yining (CHN) | Hao Shuai/ Ma Long (CHN)        | Wang Nan/Zhang Yining (CHN)     |
| 2     | Oh Sang-eun (KOR)  | Li Xiaoxia (CHN)   | Chen Qi/ Ma Lin (CHN)           | Gao Jun (USA)/Shen Yanfei (ESP) |
| 3 – 4 | Ma Lin (CHN)       | Li Jia Wei (SIN)   | Cheung Yuk/ Leung Chu Yan (HGK) | Guo Yue/ Li Xiaoxia (CHN)       |
| 3 – 4 | Hou Yingchao (CHN) | Shen Yanfei (ESP)  | Ko Lai Chak/Li Ching (HGK)      | Li Jia Wei/Sun Beibei (SIN)     |

## Pro Tour 2007
In 18 Pro-Tour-Wettbewerben kämpften die Sportler um den Einzug ins Finale.
Dieses fand vom 13. bis 16. Dezember 2007 in Peking statt. Erneut gewann China alle vier Wettbewerbe. In den Halbfinals der Einzel standen sich ausschließlich chinesische Sportler gegenüber.
Timo Boll warf in der ersten Runde Dimitrij Ovtcharov aus dem Rennen. Danach verlor er im Viertelfinale gegen Ma Lin. Im Doppel schieden Ovtcharov/Süß gegen Ko Lai Chak/Li Ching (Hongkong) aus. Bei den Damen war Wu Jiaduo als einzige Deutsche vertreten. Sie scheiterte in der ersten Runde an Wang Yuegu (Singapur).
Im Parallelturnier „U21“ überstand Zhenqi Barthel die erste Runde nicht. Sie verlor gegen Li Qian (Polen).
| Platz | Herreneinzel     | Dameneinzel        | Herrendoppel                | Damendoppel                       |
| ----- | ---------------- | ------------------ | --------------------------- | --------------------------------- |
| 1     | Ma Lin (CHN)     | Li Xiaoxia (CHN)   | Chen Qi/ Wang Liqin (CHN)   | Guo Yue/ Li Xiaoxia (CHN)         |
| 2     | Wang Hao (CHN)   | Guo Yue            | Ma Lin/ Wang Hao (CHN)      | Kim Kyung-ah/ Park Mi-young (KOR) |
| 3 – 4 | Ma Long (CHN)    | Guo Yan (CHN)      | Hao Shuai/ Ma Long (CHN)    | Tie Yana/ Zhang Rui (HGK)         |
| 3 – 4 | Wang Liqin (CHN) | Zhang Yining (CHN) | Ko Lai Chak/ Li Ching (HGK) | Li Jia Wei/ Wang Yuegu (SIN)      |

## Pro Tour 2008
In 16 Pro Tour Wettbewerben kämpften die Sportler um den Einzug ins Finale.
Dieses fand vom 11. bis 14. Dezember 2008 in Macao (china) statt. China gewann die Einzelwettbewerbe, Singapur die Doppelwettbewerbe.
Timo Boll hatte zu wenig Pro-Tour-Turniere gespielt und war daher nicht qualifiziert. Dimitrij Ovtcharov schied in der ersten Runde gegen Wladimir Samsonow (Russland) aus, genauso wie Wu Jiaduo gegen Guo Yan (China).
Im Parallelturnier „U21“ erreichte Zhenqi Barthel Platz drei.
| Platz | Herreneinzel            | Dameneinzel        | Herrendoppel                             | Damendoppel                            |
| ----- | ----------------------- | ------------------ | ---------------------------------------- | -------------------------------------- |
| 1     | Ma Long (CHN)           | Guo Yan (CHN)      | Gao Ning/ Yang Zi (SIN)                  | Li Jia Wei/ Sun Beibei (SIN)           |
| 2     | Wang Hao (CHN)          | Guo Yue (CHN)      | Chuang Chih-Yuan/ Wu Chih-Chi (TPE)      | Kim Kyung-ah/ Park Mi-young (KOR)      |
| 3 – 4 | Ma Lin (CHN)            | Wang Yuegu (SIN)   | Emmanuel Lebesson/ Adrien Mattenet (FRA) | Jiang Huajun/ Tie Yana (HKG)           |
| 3 – 4 | Wladimir Samsonow (RUS) | Feng Tianwei (SIN) | Alexei Liwenzow/ Igor Rubzow (RUS)       | Daniela Dodean/ Elizabeta Samara (ROU) |

## Pro Tour 2009
In 14 Pro Tour Wettbewerben kämpften die Sportler um den Einzug ins Finale.
Dieses fand vom 7. bis 10. Januar 2010 in Macao (China) statt. In den Endspielen der Einzelwettbewerbe waren nur Chinesen vertreten. Dagegen gewannen die Deutschen Timo Boll/Christian Süß die Doppelkonkurrenz.
Im Einzel schieden Timo Boll (gegen Xu Xin, China), Dimitrij Ovtcharov (gegen Ma Long, China) und Patrick Baum (gegen Bastian Steger) in der ersten Runde aus. Bastian Steger scheiterte im Viertelfinale an Xu Xin (China). Auch für Christian Süß war nach seinem Sieg Oh Sang-eun (Korea) im Viertelfinale Endstation, wo er gegen Ma Long (China) verlor.
Als einzige deutsche Teilnehmerin im Einzel musste Wu Jiaduo in der ersten Runde gegen Ding Ning (China) passen.
Boll/Süß gelangten durch Siege über die beiden französischen Doppel Christophe Legoût/Abdel-Kader Salifou und Emmanuel Lebesson/Adrien Mattenet ins Endspiel. Hier setzten sie sich mit 4:1 gegen Gao Ning/Yang Zi (Singapur) durch. Baum/Hielscher verloren im Halbfinale gegen Gao Ning/Yang Zi (Singapur). Das Damendoppel Elke Schall/Wu Jiaduo erreichte durch einen Sieg über Sayaka Hirano/Reiko Hiura (Japan) das Halbfinale. Hier unterlagen sie den späteren Siegern Ding Ning/Liu Shiwen (China).
Im Parallelturnier „U21“ scheiterte Steffen Mengel in den Gruppenspielen, wo er gegen Oh Sang-eun (Korea) gewann, aber gegen Ma Liang (Singapur) und Jung Young-sik (Korea) verlor. Ruwen Filus überstand die Gruppenspiele durch Siege über Ovidiu Ionescu (Rumänien) und Abdel-Kader Salifou (Frankreich). Im Halbfinale setzte er sich gegen Jung Young-sik (Korea) durch. Das Endspiel verlor er gegen den Ukrainer Jaroslaw Schmudenko.
| Platz | Herreneinzel     | Dameneinzel        | Herrendoppel                             | Damendoppel                  |
| ----- | ---------------- | ------------------ | ---------------------------------------- | ---------------------------- |
| 1     | Ma Long (CHN)    | Guo Yan (CHN)      | Timo Boll/ Christian Süß (GER)           | Ding Ning/ Liu Shiwen (CHN)  |
| 2     | Xu Xin (CHN)     | Ding Ning (CHN)    | Gao Ning/ Yang Zi (SIN)                  | Jiang Huajun Tie Yana (HGK)  |
| 3 – 4 | Zhang Jike (CHN) | Kim Kyung-ah (KOR) | Emmanuel Lebesson/ Adrien Mattenet (FRA) | Elke Schall/ Wu Jiaduo (GER) |
| 3 – 4 | Wang Liqin (CHN) | Feng Tianwei (SIN) | Patrick Baum/ Lars Hielscher (GER)       | Sun Beibei/ Yu Mengyu (SIN)  |